# Paul Ben-Haim

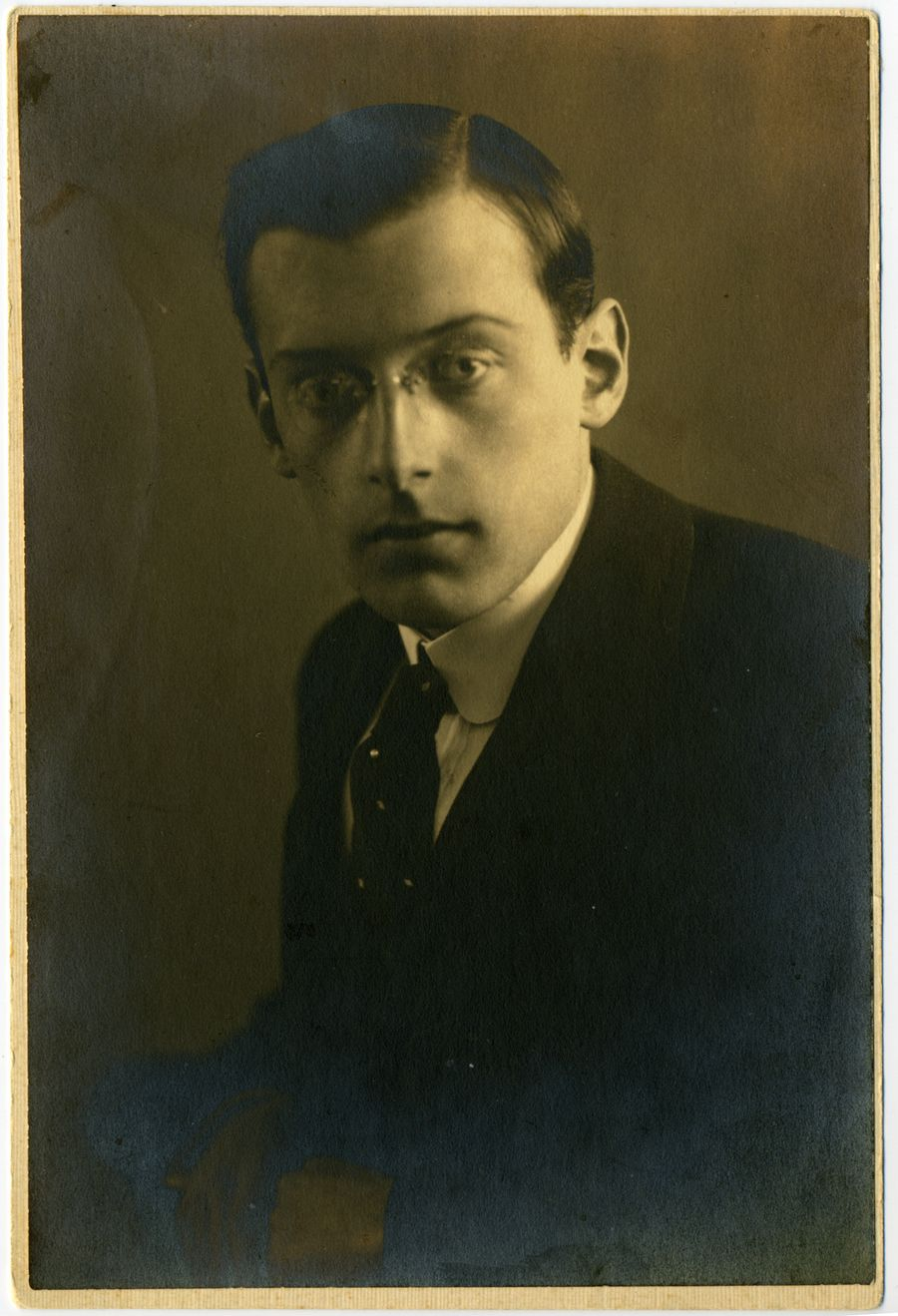
Paul Ben-Chaim

Paul Ben-Chaim (hebräisch פָּאוּל בֵּן חַיִּים, in Sprachen ohne den Laut ch (IPA χ) auch: Ben-Haim, geboren als Paul Frankenburger; geboren 5. Juli 1897 in München; gestorben 14. Januar 1984 in Tel Aviv) war ein israelischer Komponist.

## Leben

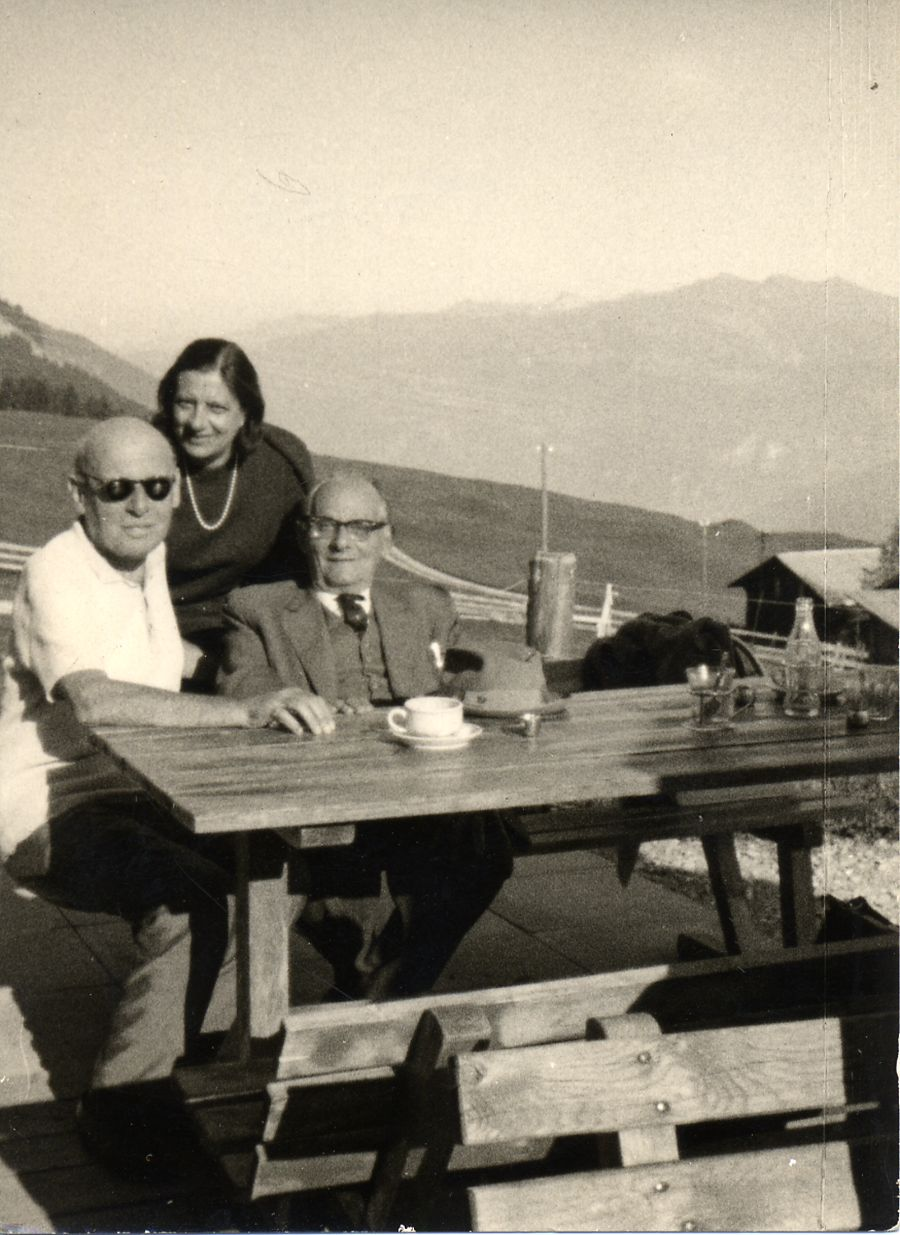
Ben-Chaim mit seiner Frau und Max Brod

Paul Frankenburger war der Sohn des Juristen Heinrich Frankenburger (1856–1938). Nach dem Abitur am Wilhelmsgymnasium München studierte er zwischen 1915 und 1920 an der Akademie der Tonkunst in München bei Friedrich Klose und Walter Courvoisier (Komposition) sowie Berthold Kellermann (Klavier) und war dann Assistent von Bruno Walter und Hans Knappertsbusch. Von 1924 bis 1931 war er Kapellmeister in Augsburg. 1933 emigrierte er aus Deutschland und lebte seitdem als Komponist und Dirigent in Tel Aviv. In Palästina nannte er sich dann Paul Ben-Chaim. Zu seinen Schülern zählen Tzvi Avni, Ben-Zion Orgad, Ami Maayani und Noam Sheriff.

## Werk
Bis zu seiner Emigration nach Palästina komponierte Ben-Chaim über 80 Lieder im romantischen Stil von Schubert, Brahms, Hugo Wolf und Gustav Mahler sowie Orchesterwerke, Kammermusik und Chorwerke.
In Palästina erkannte Ben-Chaim, dass sein an der deutschen Romantik orientierter Kompositionsstil in der neuen Zeit und Umgebung kaum angebracht und wohl auch wenig gefragt war, so dass seine Musik gänzlich anders wurde als die von Paul Frankenburger. Während er in Deutschland Texte von Goethe, Eduard Mörike, Heinrich Heine, Joseph von Eichendorff oder Hugo von Hofmannsthal vertont hatte, bildeten in Palästina sephardische Melodien, biblische Texte und Gedichte zeitgenössischer jüdischer Schriftsteller wie Leah Goldberg, Chaim Nachman Bialik oder Saul Tschernichowski die Grundlage seiner Kompositionen. Durch seine Zusammenarbeit mit der Sängerin Bracha Zefira lernte er jüdische und arabische Lieder kennen, deren Melodik und Rhythmik seine Kompositionen beeinflussten.
Das 1937 komponierte Streichquartett op. 21 ist sein erstes in Palästina entstandenes Werk und wurde rasch eines der populärsten in Israel entstandenen Kammermusikwerke. Stilistisch orientiert sich Ben-Haim hier nicht (wie z. B. in seinem ersten Streichquintett von 1919) an deutschen Vorbildern wie Max Reger oder Richard Strauss, sondern an französischen Impressionisten wie Claude Debussy oder Maurice Ravel.
Ben-Chaim komponierte zwei Sinfonien (1940 und 1945), ein Klavier-, ein Violin- und ein Cellokonzert und weitere Orchesterwerke, eine Sonate für Mandolinen, Gitarre, Cembalo, Harfe und Streichorchester, Violinsonaten, Chöre, Oratorien (Joram, 1933, Text von Rudolf Borchardt), liturgische Werke und Lieder.
Das Oratorium Joram wurde im April 2012 zum ersten Mal in Israel in einer ungekürzten Originalfassung aufgeführt. Das Israel Philharmonic Orchestra und der Münchner MotettenChor unter der Leitung von Hayko Siemens gestalteten die Aufführung im Smolarz-Auditorium der Universität Tel Aviv.

## Ben-Haim-Forschungszentrum
Das Ben-Haim-Forschungszentrum ist eine gemeinsame Initiative der Hochschule für Musik und Theater München und der Landeshauptstadt München und wurde im März 2020 gegründet. Das Zentrum unter der Leitung von Musikwissenschaftler Dr. Tobias Reichard untersucht die Geschichte und die Musik verfolgter Komponistinnen und Komponisten sowie die jüdische Musikkultur in ihrer ganzen Vielfalt vor, während und nach der Zeit des Nationalsozialismus mit Schwerpunkt im süddeutschen Raum. Die Forschungsarbeit des Zentrums wird durch eine intensive Lehr-, Vortrags- und Publikationstätigkeit sowie durch Konzertveranstaltungen der Wissenschaft und der allgemeinen Öffentlichkeit zugänglich gemacht. Ziel des Zentrums ist es dabei, die Geschichte jüdischer sowie NS-verfolgter Künstlerinnen und Künstler aufzuarbeiten und so eine lebendige Erinnerungskultur in München und Bayern zu fördern.
Im Januar 2022 erhielt das Ben-Haim-Forschungszentrum durch eine Kooperation mit der National Library of Israel in Jerusalem einen digitalisierten Teilnachlass Paul Ben-Haims. Der Nachlass enthält vor allem Notenmanuskripte, Konzertprogramme und persönliche Aufzeichnungen und wird um Briefe und Fotografien ergänzt werden.

## Ehrungen und Auszeichnungen

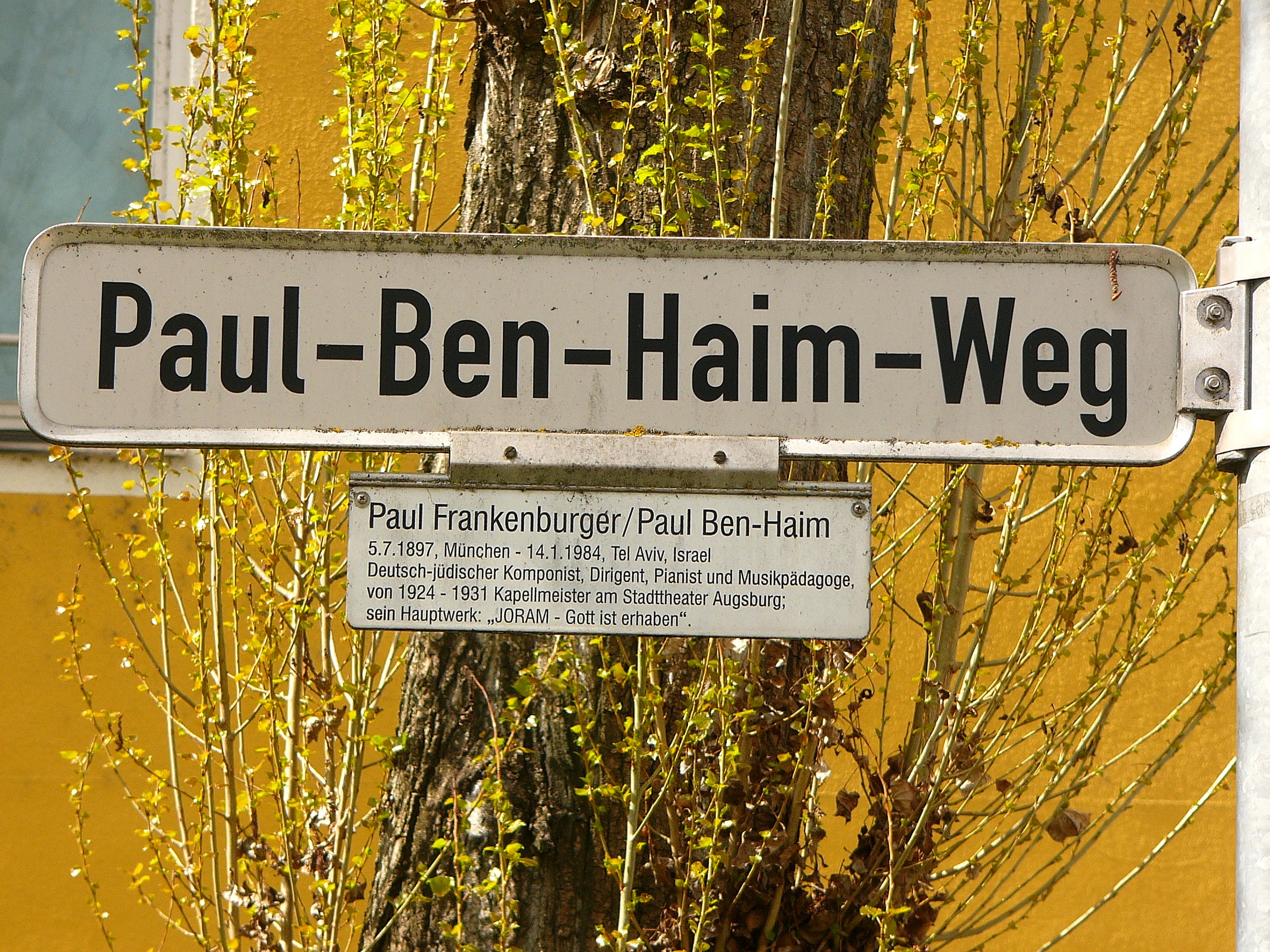
Entlang der Wertach in Augsburg verläuft der Paul-Ben-Haim-Weg

Ben-Chaim erhielt für seine Werke Ne'im Zmirot Israel für Orchester, Harfe und Cembalo sowie The Sweet Psalmist of Israel 1953 und 1957 den Israel-Preis. 1972 erhielt er das Bundesverdienstkreuz. Die Stadt Augsburg ehrte den bis zu seiner Entlassung im Jahre 1931 am Stadttheater tätigen Komponisten im Jahr 2010 mit der Fußwegbenennung „Paul-Ben-Haim-Weg“. Der Weg führt im Stadtteil Oberhausen an der Wertach entlang.